# Ditonellapiaga
Margherita Carducci (Roma, 5 de febrero de 1997), conocida profesionalmente como Ditonellapiaga, es una cantautora italiana.

## Biografía
Carducci nació en Roma. Su carrera musical comenzó en 2017 cuando empezó a tocar con artistas de la escena musical romana como Alessandro Casagni, Lorenzo Taddei y Flavio Calogero. Después de decidir crear un proyecto con su música original, comenzó a trabajar en 2019 con el dúo de productores romanos Bbprod, con quienes lanzó el sencillo "Parli".
En octubre de 2020 obtuvo un contrato discográfico con el sello Dischi Belli, parte del grupo BMG Rights Management, y lanzó una versión de la canción de Matia Bazar "Per un'ora d'amore",  seguida del sencillo "Morphina" en diciembre.
En febrero de 2021, lanzó "Spreco di potenziale", que adquirió fama dentro del indie pop italiano, sencillo que anticipó el lanzamiento del EP titulado "Morsi", el 23 de abril. En el mismo año, la versión de "Per un'ora d'amore" fue incluida en la banda sonora de la película Anni da cane de Fabio Mollo.
Su primer álbum, Camouflage, fue lanzado el 14 de enero de 2022. Participó en el Festival de Música de Sanremo 2022 junto a Donatella Rettore, con la canción "Chimica".

## Discografía

### Álbumes de estudio
- Camuflage (2022)

### EPs
- Mursi (2021)
- Morsi Remix (2021)

### Sencillos
- Parli (2019)
- What about us (2019)
- Per un'ora d'amore (2020)
- Morphina (2020)
- Spreco di potenziale (2021)
- Non ti perdo mai (2021)
- Chimica (con Donatella Rettore) (2022)